# Khentrul Jamphel Lodro Rinpoche
Khentrul Jamphel Lodrö Rinpoché (Tibetano: ཤར་མཁན་སྤྲུལ་འཇམ་དཔལ་བློ་གྲོས།) (nacido en 1968) es un Maestro Budista Tibetano Rimé.   Shar Khentrul Jamphel Lodro Rinpoché enseña, principalmente, el extenso sistema de Kalachakra  según la tradición  Jonang del Budismo Tibetano.  Es el fundador y el director espiritual del Instituto Budista Tibetano Rimé.  Ha traducido  textos de práctica de Kalachakra pertenecientes a  la tradición Jonang e instrucciones esenciales en inglés, español y chino.

## Biografía
Khentrul Rinpoché Jamphel Lodro nació en Golok, una región del Tíbet oriental.  Se le reconoció como la reencarnación del gran Yogui de Kalachakra, Ngawang Chözin Gyatso. Estudió y se formó en cada escuela de Budismo Tibetano, obteniendo el título de Maestro Rimé  ‘Maestro de todas las Tradiciones’. En 2017, Khentrul Rinpoché presentó una estatua que era la copia exacta de la deidad de Kalachakra de 24 brazos para ayudar a engendrar las causas a favor de la Paz en el Mundo.

## Libros
- Shar Khentrul Rinpoché (2013). A Secret Incarnation Reflections of a Tibetan Lama. Tibetan Buddhist Rimé Institute. ISBN 81-76856-40-1.
- Shar Khentrul Rinpoché (2015). A Happier Life: How to develop genuine happiness and well being during every stage of your life.. Tibetan Buddhist Rimé Institute. ISBN 978-0-9944453-2-2.
- Shar Khentrul Rinpoché (2015). Oceans of Diversity: An unbiased summary of views and practices, gradually emerging from the teachings of the world’s wisdom traditions. Tibetan Buddhist Rimé Institute. ISBN 978-0-9944453-0-8.
- Shar Khentrul Rinpoché (2016). Demystifying Shambhala.. Tibetan Buddhist Rimé Institute. ISBN 978-0-9944453-7-7.
- Shar Khentrul Rinpoché (2016). Hidden Treasure of the Profound Path: A Word-by-Word Commentary on the Kalachakra Preliminary Practices. Tibetan Buddhist Rimé Institute. ISBN 978-0-9946106-90.
- Shar Khentrul Rinpoché (2016). Unveiling Your Sacred Truth through the Kalachakra Path, Book One: The External Reality. Tibetan Buddhist Rimé Institute. ISBN 978-0-9944453-4-6.
- Shar Khentrul Rinpoché (2016). Unveiling Your Sacred Truth through the Kalachakra Path, Book Two: The Internal Reality. Tibetan Buddhist Rimé Institute. ISBN 978-0-9946106-38.
- Shar Khentrul Rinpoché (2016). Unveiling Your Sacred Truth through the Kalachakra Path, Book Three: The Enlightened Reality. Tibetan Buddhist Rimé Institute. ISBN 978-0-9946106-69.